# 亞羅索 (科羅拉多州)
亞羅索（英語：Jaroso）是位於美國科羅拉多州科斯蒂亞縣的一個非建制地區。該地的面積和人口皆未知。

## 地理
亞羅索的座標為37°00′14″N 105°37′26″W / 37.00389°N 105.62389°W，而該地的平均海拔高度為2309米（即7575英尺）。